# Félix Alcan
Félix Alcan (Metz, 18 marzo 1841 – Parigi, 18 febbraio 1925) è stato un editore francese.
Di origini ebraiche, divenne nel 1883 direttore della casa editrice Germer-Baillière, che rinominò Editions F. Alcan.
La sua casa si occupò di pubblicazioni filosofiche, storiche e scientifiche.